# الکس چو
الکس چو (انگلیسی: Alex Chu؛ زادهٔ ۲ سپتامبر ۱۹۷۹) که بیشتر با نام الکس (کره‌ای: 알렉스) شناخته می‌شود و با نام تولد چو هون گون (추헌곤) است، بازیگر و خواننده کره‌ای کانادایی است.